# 4-Hydroxybenzaldehyd
4-Hydroxybenzaldehyd ist eine chemische Verbindung und eines der Isomeren der Hydroxybenzaldehyde.

## Vorkommen

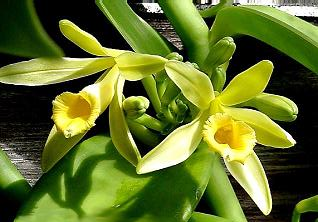
Vanille-Blüte

Es kann in den Orchideen der Gattungen Gastrodia und Galeola gefunden werden. In der Gewürzvanille trägt es neben Vanillin zum typischen Vanillearoma bei. Daneben kommt es in Thai-Ingwer, Weinreben und in Mais vor.

## Darstellung und Synthese
4-Hydroxybenzaldehyd kann durch eine dreistufige Synthese ausgehend von Phenol hergestellt werden. Dazu wird Phenol zusammen mit Glyoxylsäure im basischen Milieu in einer elektrophilen aromatischen Substitution zur 4-Hydroxymandelsäure umgesetzt. Im zweiten Schritt wird die 4-Hydroxymandelsäure unter Einwirkung von Kupfer(II)-hydroxid und unter basischen Bedingungen zur Phenylglyoxylsäure oxidiert. Zuletzt wird die Phenylglyoxylsäure mit Salzsäure unter Wärmezufuhr zum 4-Hydroxybenzaldehyd decarboxyliert:

## Verwendung
4-Hydroxybenzaldehyd kann zur Herstellung von Himbeerketon verwendet werden. Außerdem wird es als Ausgangsstoff für Polymerverbindungen genutzt. Mit Hilfe der Dakin-Reaktion lässt sich 4-Hydroxybenzaldehyd als Ausgangsstoff für die Synthese zweiwertiger Phenole verwenden.